# Leon Osman
Leon Osman (sinh ngày 17 tháng 5 năm 1981) là một cựu cầu thủ bóng đá chuyên nghiệp người Anh. Anh đã dành toàn bộ sự nghiệp cầu thủ cho Everton, mặc dù đã dành thời gian chơi cho Carlisle United và Derby County theo dạng cho mượn.

## Sự nghiệp ở đội trẻ
Leon Osman sinh ngày 17 tháng 5 năm 1981 tại Billinge Higher End, Wigan, Manchester, cha là người Thổ Nhĩ Kỳ và mẹ là người Anh. Anh lớn lên ở Skelmersdale và Huyton vùng Meyside, Liverpool. Anh gia nhập Trung tâm đào tạo trẻ của Everton năm 1997 và trở thành một phần cửa đội vô địch FA Youth cup năm 1998. Sau khi giành cup, Osman dính chấn thương đầu gối khiến anh chỉ chơi được 1 năm.

## Sự nghiệp chuyên nghiệp
Vào năm 2000, Osman được lên chơi cho Everton nhưng anh chuyển sang chơi cho Carlisle United vào tháng 10 năm 2002, khi anh có trận ra mắt trong màu áo của Carlisle United thì anh đã ghi bàn. Anh trở lại Everton vào mùa hè năm 2003 nhưng không thành công khi vào đội một cho đến khi kết thúc mùa giải 2003-04. Huấn luyện viên David Moyes đã đưa anh trở lại chơi cho đội một của Everton và được đá chính ngay từ đầu trong trận gặp Wolverhampton Wanderers và anh đã ghi bàn trong vòng ba phút của màn ra mắt.
Osman được đá chính đội thường xuyên trong năm 2004-2005 trong vai trò tiền vệ cánh phải của đội hình 4-1-4-1. Anh kết thúc mùa giải với bảy bàn thắng trong đó có hai trong một trận đấu với Aston Villa. Trong mùa giải 2005-2006 Moyes lúc đầu thích ký mới của cầu thủ Simon Davies Osman nhưng trong thời gian anh lại thành lập mình trong đội hình và đặt Davies xuống để mổ anh là một thành lập đội ngũ thường xuyên đầu tiên 2006-07, một mùa giải, trong đó 37 trận và ghi được ba bàn thắng.
Bắt đầu của mình để mùa giải 2007-08 bắt đầu với hai bàn thắng trong trận thắng liên tiếp trước Wigan Athletic và Tottenham Hotspur. Sự xuất hiện trong 11 cho Everton bị đe dọa bởi sự xuất hiện của Nam Phi cho vay ký Steven Pienaar. Osman ghi bàn thắng đầu tiên của mình trong một cuộc thi UEFA vào tháng 10 năm 2007, Everton thứ hai trong 3-1 vòng bảng Cup UEFA trên câu lạc bộ Hy Lạp Larissa tại Goodison Park. Cú sút từ 22 mét đã giúp Everton đầu của nhóm và được bình chọn là mục tiêu của Everton mùa. Leon Osman đã ghi cả hai bàn trong chiến thắng 2-0 của Everton trước Fulham vào ngày cuối cùng của mùa giải để bảo đảm Everton vị trí thứ 5 tại Premier League 2008-09. Osman mùa giải sau đội trưởng Everton lần đầu tiên trong một trò chơi League Cup đi Hull City ghi được một lần trong chiến thắng 4-0.
Osman được đặt tên là cầu thủ xuất sắc nhất trận trong hai trận liên tiếp, trong tháng 4 năm 2010, và kết thúc mùa giải 2010-11 với bốn bàn thắng.

## Thống kê sự nghiệp

### Câu lạc bộ
Tính đến ngày 1 tháng 12 năm 2015.
| Câu lạc bộ             | Mùa giải            | Giải đấu            | Premier League | Premier League | FA Cup | FA Cup | League Cup | League Cup | Châu Âu | Châu Âu | Khác | Khác | Tổng cộng | Tổng cộng |
| Câu lạc bộ             | Mùa giải            | Giải đấu            | Trận           | Bàn            | Trận   | Bàn    | Trận       | Bàn        | Trận    | Bàn     | Trận | Bàn  | Trận      | Bàn       |
| ---------------------- | ------------------- | ------------------- | -------------- | -------------- | ------ | ------ | ---------- | ---------- | ------- | ------- | ---- | ---- | --------- | --------- |
| Carlisle United (mượn) | 2002–03             | Third Division      | 12             | 1              | –      | –      | –          | –          | –       | –       | 3    | 2    | 15        | 3         |
| Everton                | 2002–03             | Premier League      | 2              | 0              | –      | –      | –          | –          | –       | –       | –    | –    | 2         | 0         |
| Everton                | 2003–04             | Premier League      | 4              | 1              | –      | –      | 1          | 0          | –       | –       | –    | –    | 5         | 1         |
| Derby County (mượn)    | 2003–04             | First Division      | 17             | 3              | –      | –      | –          | –          | –       | –       | –    | –    | 17        | 3         |
| Everton                | 2004–05             | Premier League      | 29             | 6              | 3      | 1      | 3          | 0          | –       | –       | –    | –    | 35        | 7         |
| Everton                | 2005–06             | Premier League      | 35             | 3              | 4      | 1      | 1          | 0          | 2       | 0       | –    | –    | 42        | 4         |
| Everton                | 2006–07             | Premier League      | 34             | 3              | 1      | 0      | 2          | 0          | –       | –       | –    | –    | 37        | 3         |
| Everton                | 2007–08             | Premier League      | 28             | 4              | –      | –      | 4          | 1          | 7       | 2       | –    | –    | 39        | 7         |
| Everton                | 2008–09             | Premier League      | 34             | 6              | 6      | 1      | 1          | 0          | 2       | 0       | –    | –    | 43        | 7         |
| Everton                | 2009–10             | Premier League      | 26             | 2              | 1      | 1      | 1          | 1          | 7       | 0       | –    | –    | 35        | 4         |
| Everton                | 2010–11             | Premier League      | 26             | 4              | 3      | 0      | 2          | 1          | –       | –       | –    | –    | 31        | 5         |
| Everton                | 2011–12             | Premier League      | 30             | 5              | 3      | 0      | 1          | 0          | –       | –       | –    | –    | 34        | 5         |
| Everton                | 2012–13             | Premier League      | 36             | 5              | 5      | 2      | 1          | 1          | –       | –       | –    | –    | 42        | 8         |
| Everton                | 2013–14             | Premier League      | 38             | 3              | 4      | 0      | 1          | 0          | –       | –       | –    | –    | 43        | 3         |
| Everton                | 2014–15             | Premier League      | 21             | 2              | 0      | 0      | 1          | 0          | 7       | 1       | –    | –    | 28        | 3         |
| Everton                | 2015–16             | Premier League      | 2              | 0              | 0      | 0      | 3          | 1          | 0       | 0       | –    | –    | 5         | 1         |
| Everton                | Tổng cộng Everton   | Tổng cộng Everton   | 345            | 44             | 30     | 6      | 22         | 5          | 25      | 3       | –    | –    | 422       | 59        |
| Tổng cộng sự nghiệp    | Tổng cộng sự nghiệp | Tổng cộng sự nghiệp | 374            | 48             | 30     | 6      | 22         | 5          | 25      | 3       | 3    | 2    | 454       | 65        |

### Đội tuyển quốc gia
Tính đến ngày 6 tháng 2 năm 2013.
| Anh       | Anh  | Anh |
| Năm       | Trận | Bàn |
| --------- | ---- | --- |
| 2012      | 1    | 0   |
| 2013      | 1    | 0   |
| Tổng cộng | 2    | 0   |

## Danh hiệu
Đội trẻ Everton
- FA Youth Cup: 1997–98[6]

Everton
- FA Cup á quân: 2008–09[7]